# Protankyra ludwigii
Protankyra ludwigii is een zeekomkommer uit de familie Synaptidae.
De wetenschappelijke naam van de soort werd in 1890 gepubliceerd door Carel Philip Sluiter.